# Микарелли, Фабио
Фабио Микарелли (итал. Fabio Micarelli; 7 марта 1965, Камерино, Италия) — итальянский футбольный тренер.

## Биография
Начинал тренерскую работу с юниорскими и любительскими командами. Более 20 лет (с небольшими перерывами) Микарелли является помощником известного итальянского специалиста Марко Джампаоло. Он входил в его тренерские штабы во многих командах Серии А, а в 2019 году ассистировал Джампаоло в «Милане».
В 2014 году Фабио Микарелли некоторое время самостоятельно возглавлял клуб латвийской Высшей лиги «Спартак» (Юрмала).